# Fourth Division 1976-1977
La Fourth Division 1976-1977 è stato il 19º campionato inglese di calcio di quarta divisione. Il titolo di campione di lega è stato vinto dal Cambridge United, che è salito in Third Division insieme a Exeter City (2º classificato, che torna dopo dodici anni nella categoria superiore), Colchester United (3º classificato, promosso in terza divisione per la quarta volta in quindici anni) e Bradford City (4º classificato).
Capocannoniere del torneo è stato Brian Joicey (Barnsley) con 25 reti.

## Stagione

### Novità
A partire da questa stagione viene applicata la discriminante della differenza reti al posto del quoziente reti.
Al termine della stagione precedente insieme ai campioni di lega del Lincoln City, salirono in Third Division anche: il Northampton Town (2º classificato), il Reading (3º classificato) ed il Tranmere Rovers (4º classificato).
Queste squadre furono rimpiazzate dalla quattro retrocesse provenienti dalla divisione superiore: Aldershot, Colchester United, Southend United ed Halifax Town.
Lo Stockport County, il Newport County, il Southport ed il Workington che occuparono le ultime quattro posizioni della classifica, vennero rieletti in Football League dopo una votazione che ebbe il seguente responso:
| Club                 | Lega                    | Voti | Verdetto   |
| -------------------- | ----------------------- | ---- | ---------- |
| Stockport County     | Fourth Division         | 42   | Rieletto   |
| Newport County       | Fourth Division         | 41   | Rieletto   |
| Southport            | Fourth Division         | 38   | Rieletto   |
| Workington           | Fourth Division         | 21   | Rieletto   |
| Yeovil Town          | Southern League         | 18   | Non eletto |
| Kettering Town       | Southern League         | 14   | Non eletto |
| Wigan Athletic       | Northern Premier League | 6    | Non eletto |
| Wimbledon FC         | Southern League         | 3    | Non eletto |
| Chelmsford City      | Southern League         | 3    | Non eletto |
| Nuneaton Borough     | Southern League         | 2    | Non eletto |
| Telford United       | Southern League         | 2    | Non eletto |
| Gainsborough Trinity | Northern Premier League | 1    | Non eletto |
| Scarborough          | Northern Premier League | 1    | Non eletto |

### Formula
Le prime quattro classificate venivano promosse in Third Division, mentre le ultime quattro erano sottoposte al processo di rielezione.

## Squadre partecipanti
| Squadra           | Città             | Stadio            | Stagione precedente                     |
| ----------------- | ----------------- | ----------------- | --------------------------------------- |
| Aldershot         | Aldershot         | Recreation Ground | 21º posto in Third Division, retrocesso |
| Barnsley          | Barnsley          | Oakwell           | 12º posto in Fourth Division            |
| Bournemouth       | Bournemouth       | Dean Court        | 6º posto in Fourth Division             |
| Bradford City     | Bradford          | Valley Parade     | 17º posto in Fourth Division            |
| Brentford         | Londra (Hounslow) | Griffin Park      | 18º posto in Fourth Division            |
| Cambridge United  | Cambridge         | Abbey Stadium     | 13º posto in Fourth Division            |
| Colchester United | Colchester        | Layer Road        | 22º posto in Third Division, retrocesso |
| Crewe Alexandra   | Crewe             | Gresty Road       | 16º posto in Fourth Division            |
| Darlington        | Darlington        | Feethams Ground   | 20º posto in Fourth Division            |
| Doncaster Rovers  | Doncaster         | Belle Vue         | 10º posto in Fourth Division            |
| Exeter City       | Exeter            | St James Park     | 7º posto in Fourth Division             |
| Halifax Town      | Halifax           | The Shay          | 24º posto in Third Division, retrocesso |
| Hartlepool United | Hartlepool        | Victoria Park     | 14º posto in Fourth Division            |
| Huddersfield Town | Huddersfield      | Leeds Road        | 5º posto in Fourth Division             |
| Newport County    | Newport           | Somerton Park     | 22º posto in Fourth Division, rieletto  |
| Rochdale          | Rochdale          | Spotland Stadium  | 15º posto in Fourth Division            |
| Scunthorpe United | Scunthorpe        | Old Showground    | 19º posto in Fourth Division            |
| Southend United   | Southend on Sea   | Roots Hall        | 23º posto in Third Division, retrocesso |
| Southport         | Southport         | Haigh Avenue      | 23º posto in Fourth Division, rieletto  |
| Stockport County  | Stockport         | Edgeley Park      | 21º posto in Fourth Division, rieletto  |
| Swansea City      | Swansea           | Vetch Field       | 11º posto in Fourth Division            |
| Torquay United    | Torquay           | Plainmoor         | 9º posto in Fourth Division             |
| Watford           | Watford           | Vicarage Road     | 8º posto in Fourth Division             |
| Workington        | Workington        | Borough Park      | 24º posto in Fourth Division, rieletto  |

## Classifica finale
|  | Pos. | Squadra           | Pt | G  | V  | N  | P  | GF | GS  | DR  |
|  | ---- | ----------------- | -- | -- | -- | -- | -- | -- | --- | --- |
|  | 1    | Cambridge Utd     | 65 | 46 | 26 | 13 | 7  | 87 | 40  | +47 |
|  | 2    | Exeter City       | 62 | 46 | 25 | 12 | 9  | 70 | 46  | +24 |
|  | 3    | Colchester Utd    | 59 | 46 | 25 | 9  | 12 | 77 | 43  | +34 |
|  | 4    | Bradford City     | 59 | 46 | 23 | 13 | 10 | 78 | 51  | +27 |
|  | 5    | Swansea City      | 58 | 46 | 25 | 8  | 13 | 92 | 68  | +24 |
|  | 6    | Barnsley          | 55 | 46 | 23 | 9  | 14 | 62 | 39  | +23 |
|  | 7    | Watford           | 51 | 46 | 18 | 15 | 13 | 67 | 50  | +17 |
|  | 8    | Doncaster         | 51 | 46 | 21 | 9  | 16 | 71 | 65  | +6  |
|  | 9    | Huddersfield Town | 50 | 46 | 19 | 12 | 15 | 60 | 49  | +11 |
|  | 10   | Southend Utd      | 49 | 46 | 15 | 19 | 12 | 52 | 45  | +7  |
|  | 11   | Darlington        | 49 | 46 | 18 | 13 | 15 | 59 | 64  | -5  |
|  | 12   | Crewe Alexandra   | 49 | 46 | 19 | 11 | 16 | 47 | 60  | -13 |
|  | 13   | Bournemouth       | 48 | 46 | 15 | 18 | 13 | 54 | 44  | +10 |
|  | 14   | Stockport County  | 45 | 46 | 13 | 19 | 14 | 53 | 57  | -4  |
|  | 15   | Brentford         | 43 | 46 | 18 | 7  | 21 | 77 | 76  | +1  |
|  | 16   | Torquay Utd       | 43 | 46 | 17 | 9  | 20 | 59 | 67  | -8  |
|  | 17   | Aldershot         | 43 | 46 | 16 | 11 | 19 | 49 | 59  | -10 |
|  | 18   | Rochdale          | 38 | 46 | 13 | 12 | 21 | 50 | 59  | -9  |
|  | 19   | Newport County    | 38 | 46 | 14 | 10 | 22 | 42 | 58  | -16 |
|  | 20   | Scunthorpe Utd    | 37 | 46 | 13 | 11 | 22 | 49 | 73  | -24 |
|  | 21   | Halifax Town      | 36 | 46 | 11 | 14 | 21 | 47 | 58  | -11 |
|  | 22   | Hartlepool Utd    | 32 | 46 | 10 | 12 | 24 | 47 | 73  | -26 |
|  | 23   | Southport         | 25 | 46 | 3  | 19 | 24 | 33 | 77  | -44 |
|  | 24   | Workington        | 19 | 46 | 4  | 11 | 31 | 41 | 102 | -61 |

Legenda:
      Promosso in Third Division 1977-1978.
      Rieletto nella Football League.
      Non rieletto nella Football League.
Regolamento:
Due punti a vittoria, uno a pareggio, zero a sconfitta.
A parità di punti le squadre venivano classificate secondo la differenza reti.